# Атаманюк Григорій Сергійович
Григо́рій Сергі́йович Атаманю́к (3 березня 1926 — 29 серпня 2022) — радянський військовик часів Другої Світової війни, почесний громадянин Хмельницького.

## Життєпис
Народився в селі Пилипи-Олександрівські, нині Хмельницького району Хмельницької області. Здобув середню спеціальну освіту, заочно закінчив у 1966 році Хмельницький кооперативний технікум.
У квітні 1944 був призваний на службу в Радянську армію. За кілька днів юнака відправили до Новоросійська оволодівати військовим ремеслом розвідника. До Перемоги солдат ішов у складі військ 2-го, а потім 1-го Білоруських фронтів.
Після війни Григорій Сергійович ще чотири роки служив у складі радянських окупаційних військ у Німеччині. У липні 1949 року старший сержант Григорій Атаманюк повернувся до рідного села. Працював завідувачем клубу, згодом завідувачем магазином, головою сільради.
Під час угорської революції 1956 року вдруге призваний до лав Радянської армії, згодом залишився на понадстрокову службу. Він учасник локальних конфліктів у Чехословаччині та Угорщині. Після виходу у відставку очолював Ружичнянське споживче товариство.
Мешкав у Хмельницькому. Похований у рідному селі.

## Нагороди та відзнаки
- 4 медаль «За відвагу»
- орден Вітчизняної війни І ступеня
- орден Червоної Зірки
- орден «За мужність» ІІІ ступеня
- медаль «За звільнення Варшави»
- почесне звання «Почесний громадянин міста Хмельницького»
- почесне звання «Почесний ветеран України»